# Бухаров, Виктор Семёнович
Виктор Семёнович Бухаров (род. 16 декабря 1944, Ишимбай, Башкирская АССР) — советский и российский живописец, акварелист. Член Союза художников СССР, России с 1973. Почетный академик Российской Академии художеств.

## Биография
Окончил художественную школу в Новосибирске (1964).
Участник республиканских и международных выставок. Работы экспонировались в Англии, Польше, Кубе, Марокко, галерее «Pert» в Австралии. Участник проекта «Неизвестная Россия. Современная сибирская живопись», Бельгия (1998—2003). Работы в государственных музеях и в частных коллекциях в России и за рубежом.
Участник культурно-просветительского проекта «В мастерскую художника», где желающим открывается свободный доступ и экскурсии в творческие мастерские художников.

## Отзывы о работах художника
Искусствовед Владимир Назанский отмечал:
Бухаров — яркий художник, сильный человек. В 1970-1980 гг. с его именем в Новосибирске ассоциировалась недоступная большинству индивидуальная свобода творчества. Его энергичная страстная живопись не содержала ни намёка на компромисс с доктриной и практикой господствовавшего тогда социалистического реализма. Отдельные его работы снимали с Выставок сотрудники идеологического фронта, его персональная выставка 23 года назад была подвергнута образцово-показательному осуждению, но неожиданно получила поддержку большинства присутствующих.[…]Бухаров — не просто человек, делающий картины, он — художник по своей внутренней сути. Он делает не картину-товар, а картину-поступок. Кто-то измеряет время часами, Бухаров — написанными работами, внутренними ощущениями. Его творчество глубоко автобиографично, несмотря на нарастающую меру условности.

Журналистка Ася Шумилова пишет:
Бухаров говорит, что он «рождён с чувством цвета». В раннем детстве, живя в Башкирии, будущий художник, бегая по цветущему лугу, собирал огромные букеты цветов и выкладывал из них цветовые композиции, чем неизменно удивлял и радовал своих близких. В начале своего творческого пути он писал в реалистической манере, но позже увлёкся экспрессионизмом.

## Семья
Родители: Семён Иванович и Мария Фёдоровна.
Брат — Владимир, актёр. Владимир вспоминал, что бывая у брата в Новосибирске, «подхватил „бациллу театра“. В общем, в 16 лет я заболел театром». «Мой старший брат Виктор работал художником в „Красном факеле“ — новосибирском драматическом театре. Лет с пятнадцати я „толкался“ рядом с ним, где „театральную бациллу“ и подхватил и до сих пор не вылечился».